# Specs and the City
Specs and the City é o décimo primeiro episódio da vigésima quinta temporada do seriado de animação de comédia de situação The Simpsons, exibido originalmente na noite de 26 de janeiro de 2014 pela FOX nos Estados Unidos. O episódio foi escrito por Brian Kelley e dirigido por Lance Kramer.
A estrela convidada para este episódio é Will Lyman, que interpreta a si mesmo.

## Enredo
Homer usa o Google Glass, um óculos de alta tecnologia dado pelo Sr. Burns para espionar Marge e um conselheiro matrimonial. Enquanto isso, Bart toma uma posição contra a compra que Nelson fez, um cartão de Dia dos Namorados, e ele lhe dá um ultimato: sempre encontrar o melhor presente de Dia dos Namorados ou ser alimentado para o apontador elétrico da sala de aula.

## Recepção

### Crítica
Dennis Perkins, do The A.V. Club, deu ao episódio um "C", dizendo: "Não é que Specs And The City (no qual um óculos no estilo Google Glass, dado por Sr. Burns, leva Homer a fazer uma revelação surpreendente sobre Marge) é um mau episódio de The Simpsons, ou mesmo um episódio ruim de televisão. É que é tão indefinível, irreconhecível; um episódio de sem imbuindo qualquer de originalidade, personalidade. Houve uma coisa que me incomodou: um punhado de piadas moderadamente divertidas, e que depois acabaram. Eu continuo tendo que voltar para as minhas anotações para lembrar detalhes da história que assisti duas vezes apenas alguns minutos atrás. Não é um bom sinal...".

### Audiência
A exibição original do episódio em 26 de janeiro de 2014 foi vista por 3,87 milhões de telespectadores, recebendo 1,7 pontos de audiência. Foi o segundo show mais assistido da FOX naquela noite, perdendo apenas para Family Guy, com 4,11 milhões de telespectadores.